# Serra do Caraça
La serra do Caraça est une formation montagneuse du Minas Gerais au sud-est du Brésil. Cette formation montagneuse abrite un parc naturel protégé. C'est dans celui-ci qu'est fondé le sanctuaire de Caraça.

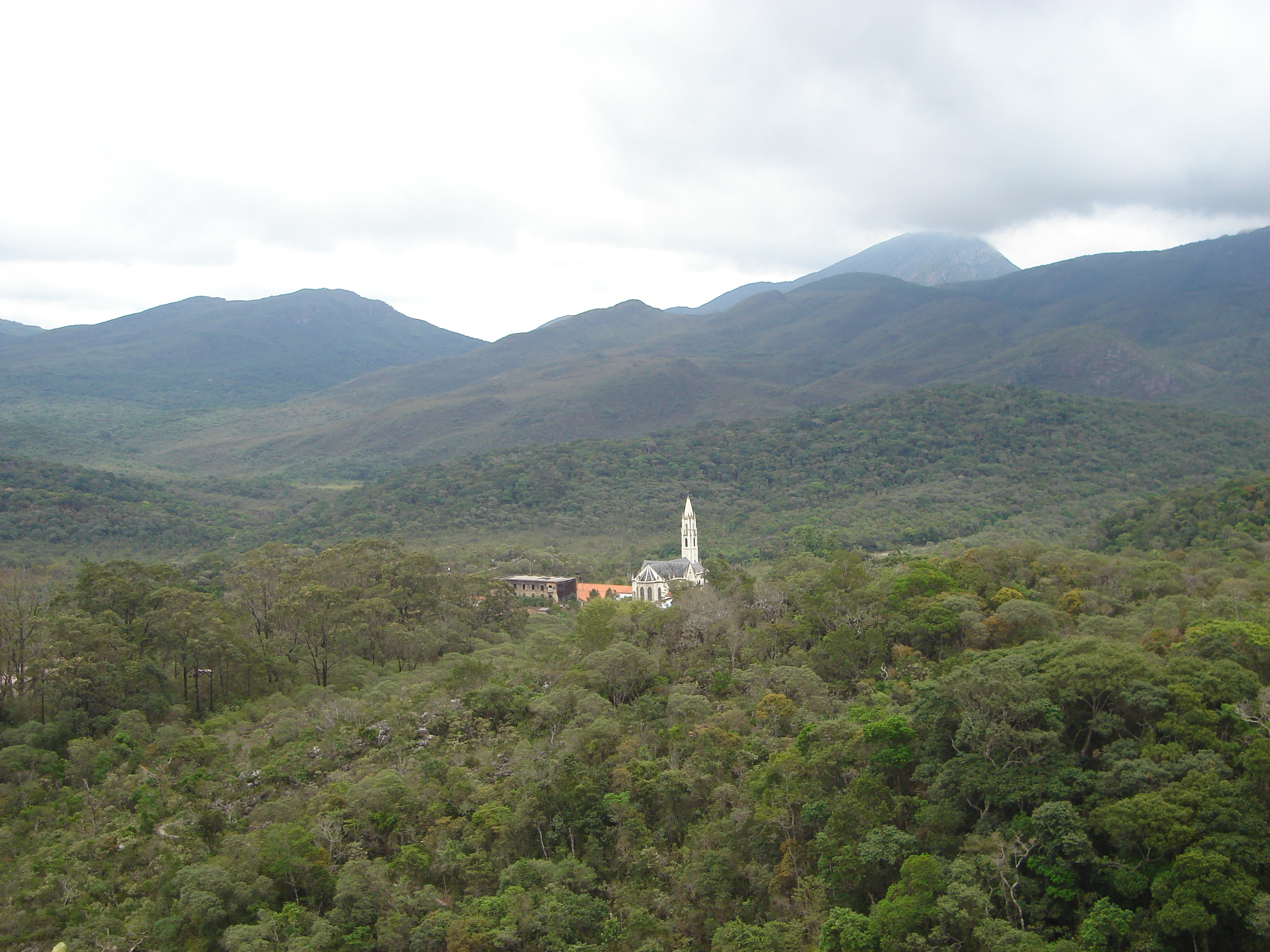
Une vue de la chaîne avec le sanctuaire de Caraça.